# Das Tagebuch des Julius Rodman

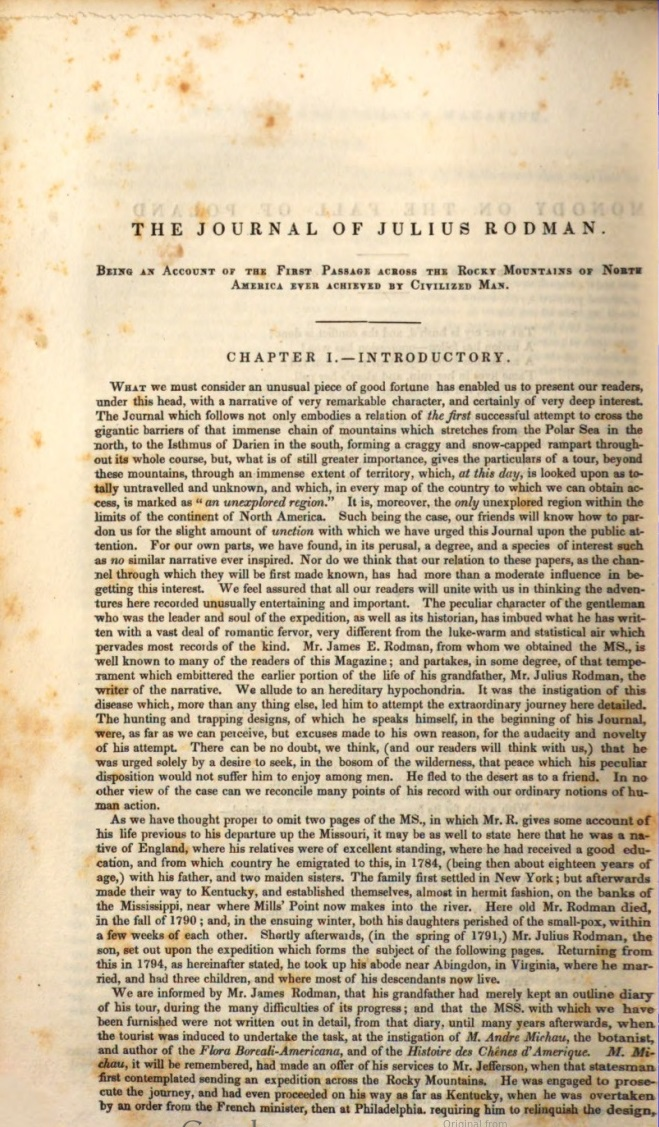
The Journal of Julius Rodman, Being an Account of the First Passage across the Rocky Mountains of North America Ever Achieved by Civilized Man (Edgar A. Poe)

Das Tagebuch des Julius Rodman (englischer Originaltitel The Journal of Julius Rodman), mit dem Untertitel Being an Account of the First Passage across the Rocky Mountains of North America Ever Achieved by Civilized Man (Ein Bericht von der ersten Durchquerung der Rocky Mountains von Nordamerika, die der zivilisierten Menschheit je gelungen ist), ist ein unvollendeter Roman von Edgar Allan Poe.
Die Erzählung erschien in Burton's Gentleman's Magazine in Ausgaben von Januar bis Juni 1840, wo Poe als Redakteur tätig war. Im Juni wurde Poe vom Besitzer des Magazins gefeuert und gab die Geschichte auf. In einem Band erschien sie erst nach dem Tod des Dichters.
Die Geschichte wird in Tagebuchform erzählt, mit einigen wenigen Einträgen eines Redakteurs, in denen zusätzliche Informationen über die Expedition gegeben werden oder Seiten, in denen Rodman zu wortreich ist, zusammengefasst werden.

## Inhalt
Bei dem fiktiven Reisebericht handelt es sich angeblich um das Tagebuch des fiktiven amerikanischen Reisenden und Entdeckers Julius Rodman, das für die Veröffentlichung in Burton's Gentleman's Magazine vorbereitet wurde, mit viel Text „aus der Redaktion“.
Das Tagebuch beschreibt Rodmans organisierte Expedition von Pelztierfängern in die unerforschten Regionen des oberen Missouri, friedliche Begegnungen und Kampfhandlungen mit Indianern, Jagdszenen und malerische Bilder der nordamerikanischen Natur.
Die Erzählung schließt mit einer Szene, in der ein Bär angreift.
Wie auch J. F. Coopers Lederstrumpf-Roman Die Prärie diente diesem fiktiven Tagebuch das Tagebuch der Lewis-und-Clark-Expedition (1804–1806) als Quelle der Information und Inspiration.

## Deutsche Ausgaben (Auswahl)
- Wolf Durian: Das Tagebuch des Julius Rodman. Propyläen, München 1922.
- L. Neviny: Das Tagebuch des Julius Rodman. Rösl & Cie., München 1922.
- Arno Schmidt: Das Tagebuch des Julius Rodman. Walter Verlag, Freiburg i. Br. 1966.
- Erika Gröger: Das Tagebuch des Julius Rodman. Insel-Verlag, Leipzig 1989, ISBN 3735101151.